# Мытник уральский
Мытник уральский (лат. Pedicularis uralensis) — многолетнее травянистое растение. Вид рода Мытник (Pedicularis) семейства Заразиховые (Orobanchaceae).

## Распространение и среда обитания
Растение представлено на севере европейской части России, в Западной Сибири, на Южном Урале, в Челябинской области, отмечен в списках реликтов и редких растений национального парка «Таганай».
Встречается на лугах, в берёзовых и осиновых лесах.

## Ботаническое описание
Укороченный корень. Стебель от 30 до 80 см высотой. Иногда встречается не 1, а 2 или 3 простых стебля. Верхние листья растения прицветковиковидные. В прикорневой зоне длинночерешчатые листья. Соцветие удлиненное. Чашечка колоколовидная, в длину 10-11 миллиметров. Длина венчика золотистого цвета от 22 до 28 сантиметров.

## Охранный статус
Растение включено в Красные книги Республики Коми, Ненецкого автономного округа и Омской области. Вид встречается на территории особо охраняемых природных территорий: Беломорского государственного природного биологического заказника, Висимского государственного природного биосферного заповедника, Ильменского государственного заповедника, Мыльского заказника, государственного природного заказника «Нижнепечорский», государственного природного заказника «Пижемский», национального парка «Самарская Лука» и государственного природного заказника «Светлый».